# Cantó de Bèrra de l'Estanh
El cantó de Bèrra de l'Estanh és un cantó francès del departament de les Boques del Roine, situat al districte d'Istre. Té 3 municipis i el cap és Bèrra de l'Estanh.

## Municipis
- Bèrra de l'Estanh
- Ronhac
- Sanch Amàs

| Data d'elecció                           | Identitat       | Partit           | Qualitat |
| ---------------------------------------- | --------------- | ---------------- | -------- |
| 1945-1974                                | Denis Padovani  | SFIO, després PS |          |
| 1974-1992                                | Maurice Guiou   | PCF              |          |
| 1992-2004                                | Georges Batiget | PS               |          |
| 2004-2008                                | Serge Andréoni  | PS               |          |
| 2008-                                    | Mario Martinet  | PS               |          |
| les dades anteriors no són pas conegudes |                 |                  |          |